# Mikaela Mässing
Mikaela Mässing (* 13. März 1994 in Mölndal) ist eine ehemalige schwedische Handballspielerin, die dem Kader der schwedischen Nationalmannschaft angehörte. Mittlerweile ist sie als Handballtrainerin tätig.

## Karriere
Mikaela Mässing begann das Handballspielen in ihrer Geburtsstadt bei Mölndals HF. Nachdem die Rückraumspielerin anschließend für Kärra HF aufgelaufen war, schloss sie sich im Jahre 2012 BK Heid an. Ab dem Sommer 2014 stand sie beim schwedischen Erstligisten H 65 Höör unter Vertrag. Mit Höör gewann sie 2017 die schwedische Meisterschaft und stand in der Saison 2016/17 im Finale des EHF Challenge Cups. In der Saison 2018/19 wurde sie zum MVP der Svensk HandbollsElit gekürt. Ab dem Sommer 2019 lief sie für den deutschen Bundesligisten Thüringer HC auf. Ein Jahr später wechselte sie zum rumänischen Erstligisten CS Minaur Baia Mare. In der Saison 2021/22 stand sie beim dänischen Erstligisten København Håndbold unter Vertrag. Anschließend legte Mässing eine Pause ein. Im Februar 2023 gab Mässing ihr Comeback beim schwedischen Verein Alingsås HK, der in der Division 1 antrat. Nachdem Mässing noch im selben Jahr ihre Spielerkarriere beendet hatte, übernahm sie bei Alingsås HK das Traineramt einer Mädchenmannschaft. Ab Februar 2024 gab sie nochmals ein Comeback beim schwedischen Erstligisten Önnereds HK. Seit der Saison 2024/25 trainiert sie die Damenmannschaft von Mölndals HF.
Mässing bestritt am 16. Juni 2018 ihr Länderspieldebüt gegen die ukrainische Nationalmannschaft. Sie gehörte dem schwedischen Aufgebot für die Europameisterschaft 2018 an.

## Sonstiges
Mässing ist beim schwedischen Fernsehsender Sveriges Television bei Handballübertragungen als TV-Expertin tätig.